# Wolfgang Kindl
Wolfgang Kindl, född 18 april 1988 i Innsbruck, är en österrikisk rodelåkare. Kindl har deltagit i fyra olympiska spel (2010, 2014, 2018 och 2022) och tagit två OS-silver. Han har även tagit nio VM-medaljer (tre guld, tre silver och tre brons) samt sju EM-medaljer (tre guld, tre silver och ett brons). I den totala världscupen har Kindl slutat på 2:a plats under tre säsonger och på 3:e plats under två säsonger samt vunnit totalt nio individuella världscupsegrar. I dubbel har han vunnit den totala världscupen en gång (2023/2024 med Thomas Steu).

## Karriär
Kindl började med rodel 1999 och debuterade i världscupen i rodel säsongen 2006/2007. I februari 2008 tog han guld vid junior-VM i Lake Placid. I januari 2010 vid EM i Sigulda tog Kindl silver i singel samt i mixat lag tillsammans med Veronika Halder, Andreas Linger och Wolfgang Linger. Följande månad gjorde Kindl sin OS-debut vid OS i Vancouver, där han slutade på nionde plats i herrarnas singel.
Under säsongen 2013/2014 tog Kindl sin första pallplats i världscupen då han tog brons vid en tävling i Park City. I februari 2014 tävlade han i sitt andra OS vid OS i Sotji och slutade på 9:e plats i singel samt på 7:e plats i mixat lag. Den 1 februari 2015 tog Kindl sin första världscupseger vid en tävling i Lillehammer. Samma månad tog han brons i singel vid VM i Sigulda. Kindl avslutade säsongen 2014/2015 på en totalt 3:e plats i världscupen. I januari 2016 tog han sitt andra VM-brons i singel vid VM i Königssee. Kindl avslutade säsongen 2015/2016 på en totalt 2:a plats i världscupen och blev endast besegrad av tyska Felix Loch.
I januari 2017 vid EM i Königssee tog Kindl brons i singel samt silver i mixat lag. Samma månad tog han dubbla guld i singel och sprint vid VM i Innsbruck. I februari 2018 gjorde Kindl sin tredje OS-tävling vid OS i Pyeongchang och slutade återigen på 9:e plats i singel. I februari 2020 vid VM i Sotji tog han sitt tredje VM-brons och totalt femte VM-medalj i singel.
I januari 2022 vid EM i St. Moritz tog Kindl sitt första EM-guld i singel. Månaden därpå gjorde han sin fjärde OS-tävling vid OS i Peking. Kindl tog då sina första OS-medaljer, två silver, i singel och mixat lag tillsammans med Madeleine Egle, Thomas Steu och Lorenz Koller.

## Resultat

### Olympiska spel
- Vancouver 2010: 9:e plats (Singel)
- Sotji 2014: 9:e plats (Singel), 7:e plats (Mixat lag)
- Pyeongchang 2018: 9:e plats (Singel)
- Peking 2022:   Singel och mixat lag

### Världscupen

#### Singel
| Säsong    | Placering | Poäng |
| --------- | --------- | ----- |
| 2006/2007 | 43:e      | 034   |
| 2007/2008 | 19:e      | 0190  |
| 2008/2009 | 11:e      | 0285  |
| 2009/2010 | 14:e      | 0259  |
| 2010/2011 | 14:e      | 0265  |
| 2011/2012 | 15:e      | 0255  |
| 2012/2013 | 11:e      | 0269  |
| 2013/2014 | 08:e      | 0339  |
| 2014/2015 | 03:e      | 0605  |
| 2015/2016 | 02:a      | 0795  |
| 2016/2017 | 03:e      | 0700  |
| 2017/2018 | 02:a      | 0838  |
| 2018/2019 | 07:e      | 0579  |
| 2019/2020 | 11:e      | 0417  |
| 2020/2021 | 11:e      | 0457  |
| 2021/2022 | 02:a      | 0791  |
| 2022/2023 | 04:e      | 0660  |
| 2023/2024 | 08:e      | 0606  |

#### Dubbel
| Säsong    | Placering | Poäng |
| --------- | --------- | ----- |
| 2023/2024 | 01:a      | 0966  |

### Världscupsegrar
| Nr | Datum            | Ort                  | Bana                                                    |
| -- | ---------------- | -------------------- | ------------------------------------------------------- |
| 1. | 1 februari 2015  | Lillehammer          | Lillehammer Olympiske Bob- og Akebane                   |
| 2. | 12 december 2015 | Park City (Sprint)   | Utah Olympic Park                                       |
| 3. | 16 december 2017 | Lake Placid (Sprint) | Mt. Van Hoevenberg Olympic Bobsled Run                  |
| 4. | 7 januari 2018   | Königssee            | Kunsteisbahn Königssee                                  |
| 5. | 25 november 2018 | Innsbruck (Sprint)   | Olympia Eiskanal Igls                                   |
| 6. | 1 december 2018  | Whistler             | Whistler Sliding Centre                                 |
| 7. | 7 december 2018  | Calgary              | Canada Olympic Park bobsleigh, luge, and skeleton track |
| 8. | 12 december 2021 | Altenberg            | Rennschlitten- und Bobbahn Altenberg                    |
| 9. | 19 december 2021 | Innsbruck (Sprint)   | Olympia Eiskanal Igls                                   |

| Nr | Datum            | Ort       | Bana                  |
| -- | ---------------- | --------- | --------------------- |
| 1. | 13 januari 2024  | Innsbruck | Olympia Eiskanal Igls |
| 2. | 10 februari 2024 | Oberhof   | Rennrodelbahn Oberhof |
| 3. | 17 februari 2024 | Oberhof   | Rennrodelbahn Oberhof |

| Nr | Datum           | Ort       | Bana                                 |
| -- | --------------- | --------- | ------------------------------------ |
| 1. | 5 februari 2023 | Altenberg | Rennschlitten- und Bobbahn Altenberg |
| 2. | 14 januari 2024 | Innsbruck | Olympia Eiskanal Igls                |

1. ↑  Delad seger med Max Langenhan